# Захумско
Захумско је село у Србији у општини Сјеница у Златиборском округу. Према попису из 2022. било је 80 становника (према попису из 1991. било је 170 становника).

## Демографија
У насељу Захумско живи 120 пунолетних становника, а просечна старост становништва износи 40,1 година (37,8 код мушкараца и 43,6 код жена). У насељу има 45 домаћинстава, а просечан број чланова по домаћинству је 3,33.
Ово насеље је у потпуности насељено Србима (према попису из 2002. године), а у последња три пописа, примећен је пад у броју становника.
|  |

| Демографија | Демографија | Демографија |
| Година      | Становника  | Становника  |
| ----------- | ----------- | ----------- |
| 1948.       | 288         |             |
| 1953.       | 315         |             |
| 1961.       | 387         |             |
| 1971.       | 386         |             |
| 1981.       | 310         |             |
| 1991.       | 170         | 170         |
| 2002.       | 150         | 150         |

| Етнички састав према попису из 2002.‍ | Етнички састав према попису из 2002.‍ | Етнички састав према попису из 2002.‍ | Етнички састав према попису из 2002.‍ | Етнички састав према попису из 2002.‍ |
| ------------------------------------ | ------------------------------------ | ------------------------------------ | ------------------------------------ | ------------------------------------ |
|                                      |                                      |                                      |                                      |                                      |
| Срби                                 | Срби                                 |                                      | 150                                  | 100,0%                               |
| непознато                            | непознато                            |                                      | 0                                    | 0,0%                                 |

| Година пописа     | 1948. | 1953. | 1961. | 1971. | 1981. | 1991. | 2002. |
| ----------------- | ----- | ----- | ----- | ----- | ----- | ----- | ----- |
| Број домаћинстава | 50    | 53    | 59    | 61    | 57    | 45    | 45    |

| Број чланова      | 1 | 2 | 3 | 4 | 5 | 6 | 7 | 8 | 9 | 10 и више | Просек |
| ----------------- | - | - | - | - | - | - | - | - | - | --------- | ------ |
| Број домаћинстава | 9 | 9 | 9 | 5 | 6 | 4 | 2 | 1 | 0 | 0         | 3,33   |

| Пол    | Укупно | Неожењен/Неудата | Ожењен/Удата | Удовац/Удовица | Разведен/Разведена | Непознато |
| ------ | ------ | ---------------- | ------------ | -------------- | ------------------ | --------- |
| Мушки  | 74     | 26               | 37           | 8              | 2                  | 1         |
| Женски | 49     | 5                | 34           | 8              | 0                  | 2         |
| УКУПНО | 123    | 31               | 71           | 16             | 2                  | 3         |

| Пол    | Укупно                    | Пољопривреда, лов и шумарство | Рибарство                            | Вађење руде и камена | Прерађивачка индустрија       |
| ------ | ------------------------- | ----------------------------- | ------------------------------------ | -------------------- | ----------------------------- |
| Мушки  | 46                        | 37                            | 0                                    | 0                    | 0                             |
| Женски | 16                        | 15                            | 0                                    | 0                    | 0                             |
| УКУПНО | 62                        | 52                            | 0                                    | 0                    | 0                             |
| Пол    | Производња и снабдевање   | Грађевинарство                | Трговина                             | Хотели и ресторани   | Саобраћај, складиштење и везе |
| Мушки  | 0                         | 0                             | 1                                    | 0                    | 0                             |
| Женски | 0                         | 0                             | 0                                    | 0                    | 0                             |
| УКУПНО | 0                         | 0                             | 1                                    | 0                    | 0                             |
| Пол    | Финансијско посредовање   | Некретнине                    | Државна управа и одбрана             | Образовање           | Здравствени и социјални рад   |
| Мушки  | 0                         | 0                             | 4                                    | 1                    | 0                             |
| Женски | 0                         | 0                             | 0                                    | 1                    | 0                             |
| УКУПНО | 0                         | 0                             | 4                                    | 2                    | 0                             |
| Пол    | Остале услужне активности | Приватна домаћинства          | Екстериторијалне организације и тела | Непознато            | Непознато                     |
| Мушки  | 0                         | 0                             | 0                                    | 3                    | 3                             |
| Женски | 0                         | 0                             | 0                                    | 0                    | 0                             |
| УКУПНО | 0                         | 0                             | 0                                    | 3                    | 3                             |

## Занимљивости
Село Захумско се налази у месној заједници Баре. Што се тиче положаја, налази се на самој граници са Црном Гором, тачније са Бијелим Пољем. Становници овог села су за своје потребе са намирницама, храном и одећом одлазили или у Сјеницу(око 4 сата пешачења) или у Бијело Поље, које је било ближе него Сјеница.У селу преовлађује сточарство, терен није сасвим погодан за земљорадњу иако успевају многе агро културе. У селу постоји неколико породица које су се и дан данас одржале, не напуштајући своје домове(Тимотијевић, Ровчанин, Ракоњац, Луковић, Величковић, Поповић, Јаковић, Бараћ).